# Hilara bohemica
Hilara bohemica är en tvåvingeart som beskrevs av Straka 1976. Hilara bohemica ingår i släktet Hilara och familjen dansflugor. Inga underarter finns listade i Catalogue of Life.